# Álex Calatrava
Álex Patricio Calatrava (Colonia, 14 giugno 1973) è un ex tennista spagnolo.